# FK Drina HE Višegrad
FK Drina HE je nogometni klub iz Višegrada. Trenutačno se natječe u Prvoj ligi RS.

## Povijest
Klub je osnovan 1924. pod imenom FK Drina. Najveći uspjeh postignut je kada se klub u jednoj sezoni natjecao u drugoj jugoslavenskoj ligi. 